# Плоча (Горњи Вакуф-Ускопље)
Плоча је насељено место у Босни и Херцеговини у општини Горњи Вакуф-Ускопље. Административно припада Федерацији Босне и Херцеговине, односно њеном Средњобосанском кантону. Према попису становништва из 2013. у насељу је било 214 становника, а већинско становништво у насељу били су Хрвати.

## Становништво
По последњем службеном попису становништва из 2013. године у насељу Плоча живело је 214 становника, а село је било етнички хомогено са већинском хрватском популацијом.
| Националност | 2013. | 1991.        | 1981.       | 1971.        |
| Бошњаци      | —     | 17 (5,76%)   | 0           | 8 (6,34%)    |
| Хрвати       | —     | 275 (93,22%) | 69 (100,0%) | 116 (92,06%) |
| Срби         | —     | 1 (0,33%)    | 0           | 0            |
| остали       | —     | 2 (0,67%)    | 0           | 2 (1,58%)    |
| Укупно       | 214   | 295          | 69          | 126          |